# Armilla
Armilla er en by og kommune i det sydøstlige Spanien i provinsen Granada. Den har et indbyggertal på 25.405 (2024) indbyggere.